# Günter Litfin
Günter Litfin (19 janvier 1937 à Berlin - 24 août 1961, id.) est l'une des premières victimes de la construction du mur de Berlin, abattu par la police est-allemande alors qu'il tentait de franchir la frontière.

## Biographie
Günter Litfin était un tailleur frontalier (il travaillait à l'Ouest et habitait à l'Est). La construction du Mur ruinant ses projets d'installation à l'Ouest, il résolut de forcer la frontière au nord de Berlin, à partir de l'Humboldthafen, en suivant à la nage le canal menant à la Spree (coordonnées : 52° 31′ 27,63″ N, 13° 22′ 19,79″ E). Günter Litfin était un bon nageur, mais il fut délibérément abattu par la police des transports est-allemande avant d'atteindre le secteur britannique. Les coups de feu ameutèrent les passants qui assistèrent au repêchage de son cadavre par la police est-allemande.
Son frère, qui apprit sa mort par la télévision, décida, après la chute du mur, de lui rendre hommage en faisant de la tour depuis laquelle son frère avait été abattu, un mémorial pour ce dernier.